# Mélane Brevan
Mélane Brevan (1945-1977) est une actrice française.
Elle tourne pour la télévision, joue au cinéma dans Sweet Movie (1974) de Dušan Makavejev et Une femme, un jour... (1977) de Léonard Keigel où elle partage l'affiche avec Caroline Cellier dans une pudique histoire d'amour entre deux femmes.

## Filmographie

### Cinéma
- 1974 : Sweet Movie de  Dusan Makavejev
- 1977 : Une femme, un jour... ... de Léonard Keigel

### Télévision
- 1975 : Les Brigades du Tigre, épisode La Couronne du Tsar de Victor Vicas : Delphine